# 三木駅 (三木鉄道)
三木駅（みきえき）は、かつて兵庫県三木市福井2丁目にあった三木鉄道三木線の駅である。同線の終着駅であったが、三木線の廃止に伴い2008年（平成20年）に廃駅となった。

## 歴史
- 1917年（大正6年）1月23日：播州鉄道 別所駅 - 当駅間の開通と同時に開業[1]。旅客・貨物の取扱を開始[1]。
- 1923年（大正12年）12月21日：播丹鉄道の駅となる。
- 1943年（昭和18年）6月1日：播丹鉄道の国有化により鉄道省三木線の駅となる[1]。
- 1974年（昭和49年）10月1日：貨物の取扱を廃止[1]。
- 1984年（昭和59年）2月1日：荷物扱い廃止[1]。
- 1985年（昭和60年）4月1日：三木線の三木鉄道への転換により同社の駅となる[1]。
- 2008年（平成20年）4月1日：三木鉄道廃止により廃駅。
- 2010年（平成22年）6月6日：旧駅舎と車庫を利用し、三木鉄道記念公園がオープン。

## 駅構造
基本的には駅舎に接して単式ホーム1面1線のある構造であったが、高木側に切欠きホームがあるため、1面2線になっていた。この切欠きホームは元は貨物用で、1999年（平成11年）に列車を増発する際新しく線路を敷きなおしてつくられたものである。のりばは単式ホームが1番線、切欠きホームが2番線であったが、切欠きホームの2番線は朝の列車1本のみ使っていた（三木発7時11分の列車）。当駅はその他車両留置用の側線1本をもち、これは構内の手前で本線から分岐し、構内奥にある車庫に至っていた。夜間滞泊も設定されていた。週1回の間隔で、2番線の車両は停車場へと移動し、給油と車両清掃を実施していた。月1回の間隔で、ミキ300-103,104,105の車両入れ替えを行っていた。うち1車両は、車庫へと回送されていた。
駅舎は木造瓦葺平屋建て、古くからのものとなっており、内部の旅客が立ち入ることのできる部分には広い待合所のほか出札口があった。当駅は三木鉄道で唯一の直営駅であった。三木鉄道では普通運賃の収受は基本的に車内での精算によるものとされ、当駅の出札口では入場券、定期券、回数券、記念乗車券およびアイドル木村裕子のCD等を販売していたが、鉄道線内の片道及び往復乗車券の販売はしていなかった。ただし、廃止直前は乗客の増加に伴い、厄神駅までの半硬券の相互式の往復乗車券を発売した。また、廃止前の営業最終日には、厄神駅までの250円区間の軟券の普通乗車券を発売した。

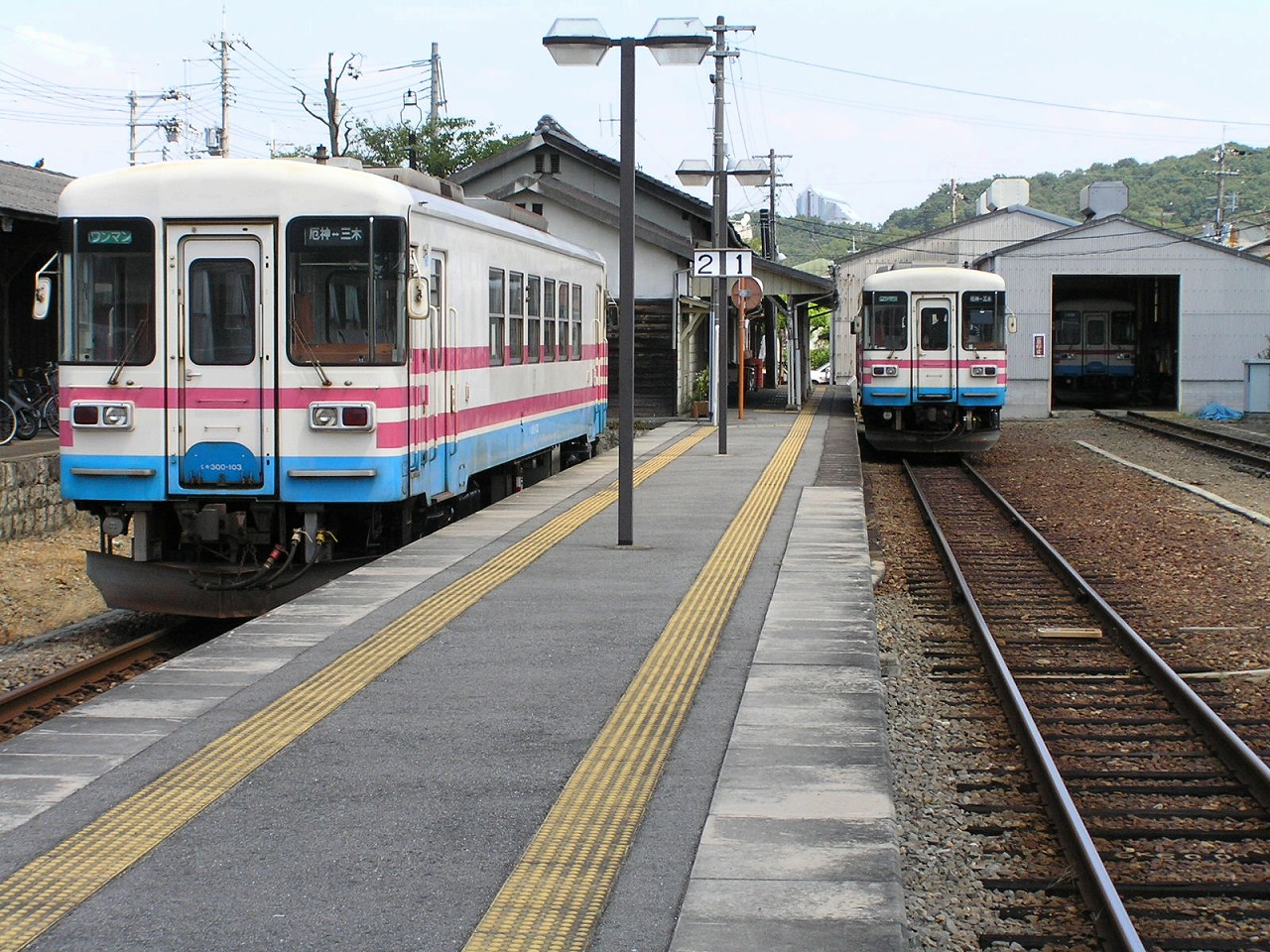
ホーム（2007年8月）
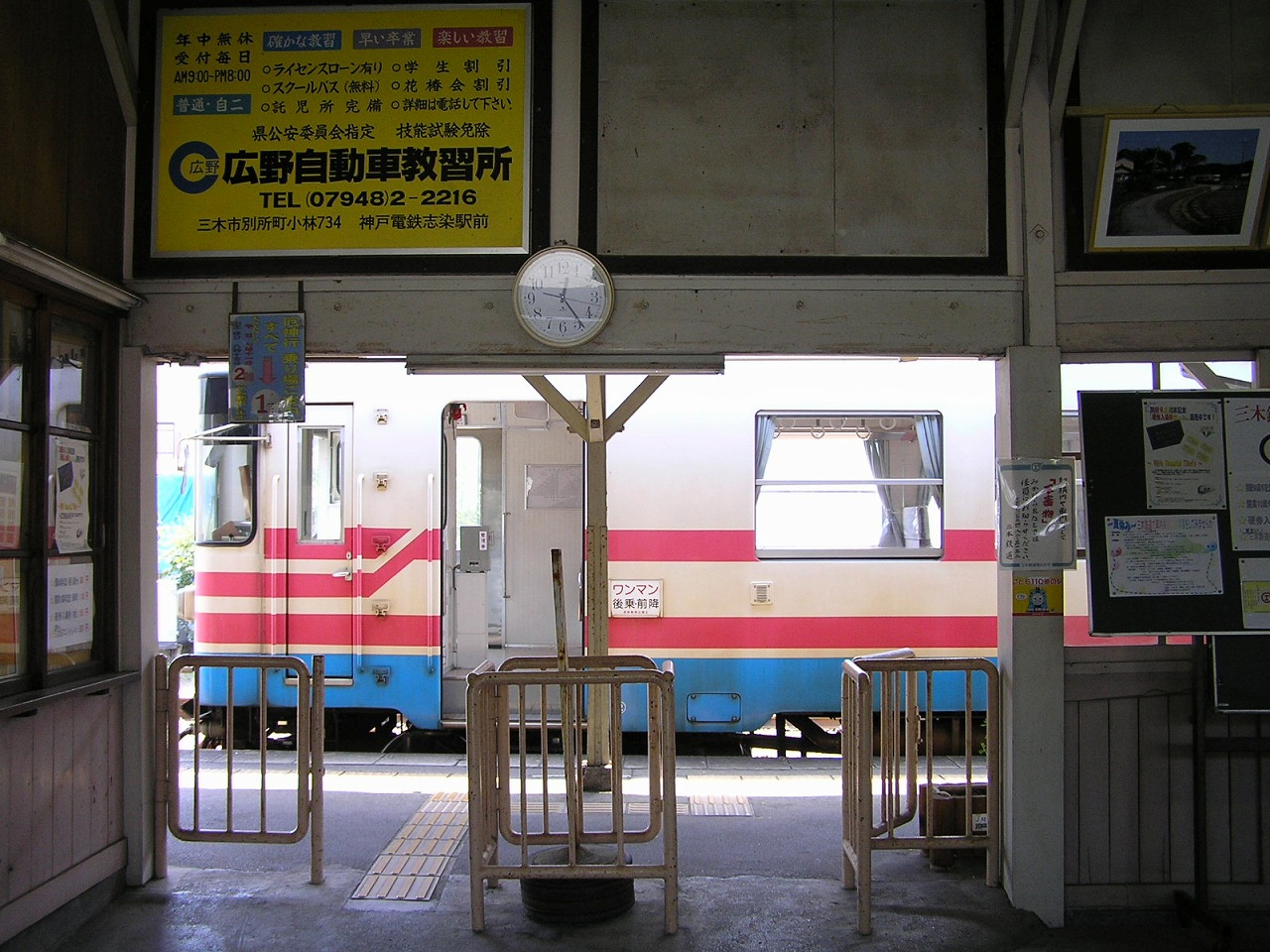
改札口（2007年8月）
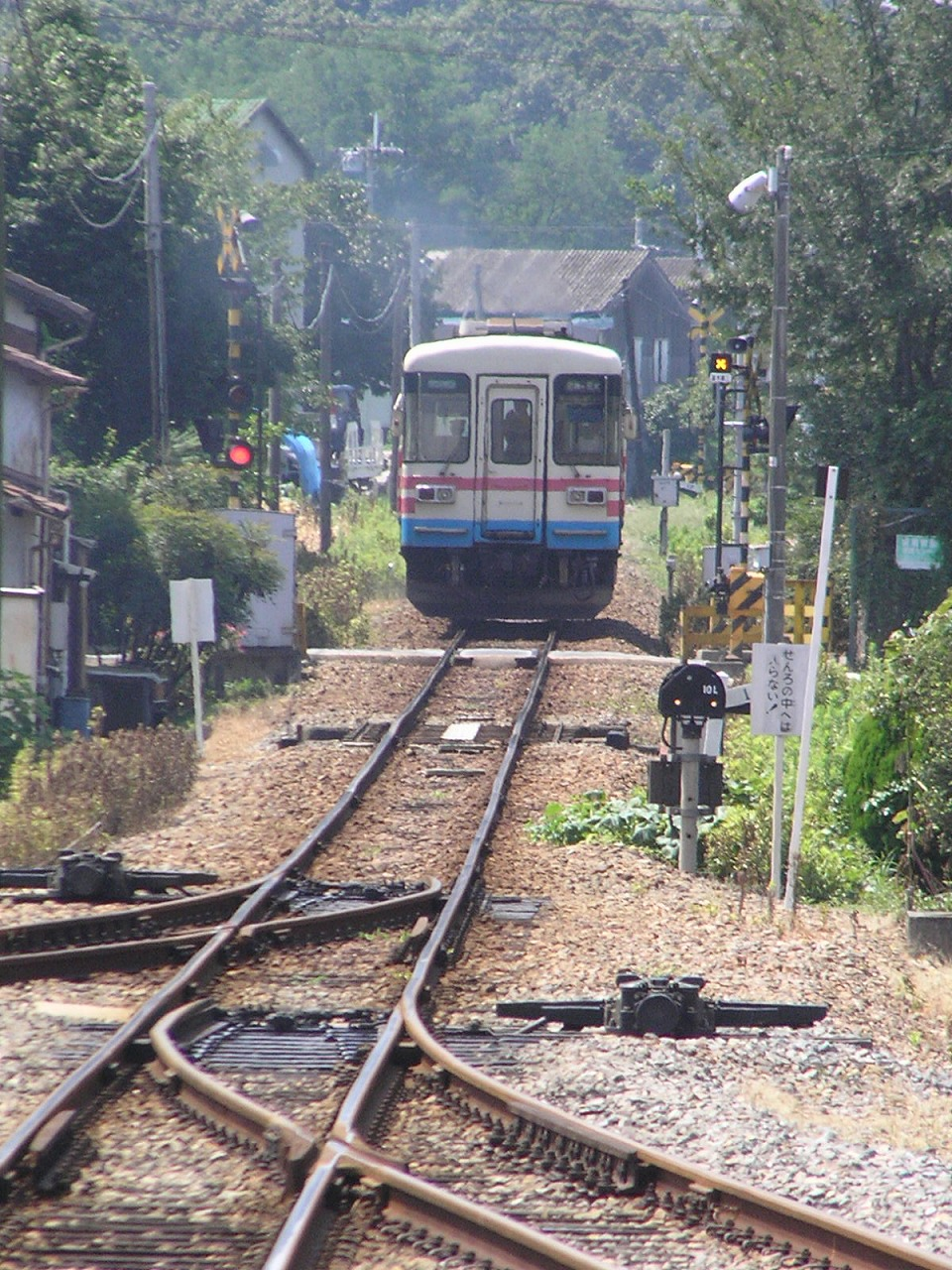
三木駅より厄神方を望む（2007年8月）
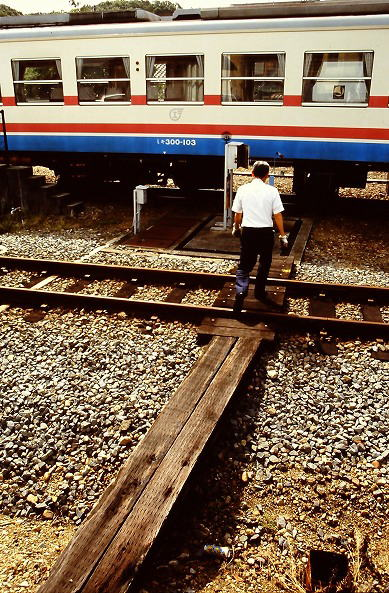
停車場での給油作業（2006年10月）

## 駅周辺
三木を名乗ってはいるが三木市の中心部は神戸電鉄粟生線にある同名の三木駅の付近にあり、この駅の周りは町外れといった風情である。三木市役所はいずれの三木駅からも近くなく最寄り駅は神戸電鉄粟生線の三木上の丸駅となっている。当駅から神戸電鉄の三木駅までは徒歩15分ほどの距離である。
- 高木公園
- 三木高木団地
- 関西電力三木変電所
- 三木福井郵便局
- 八幡谷川
- 美嚢川 - 加古川の支流で三木線に沿っている。

## バス路線

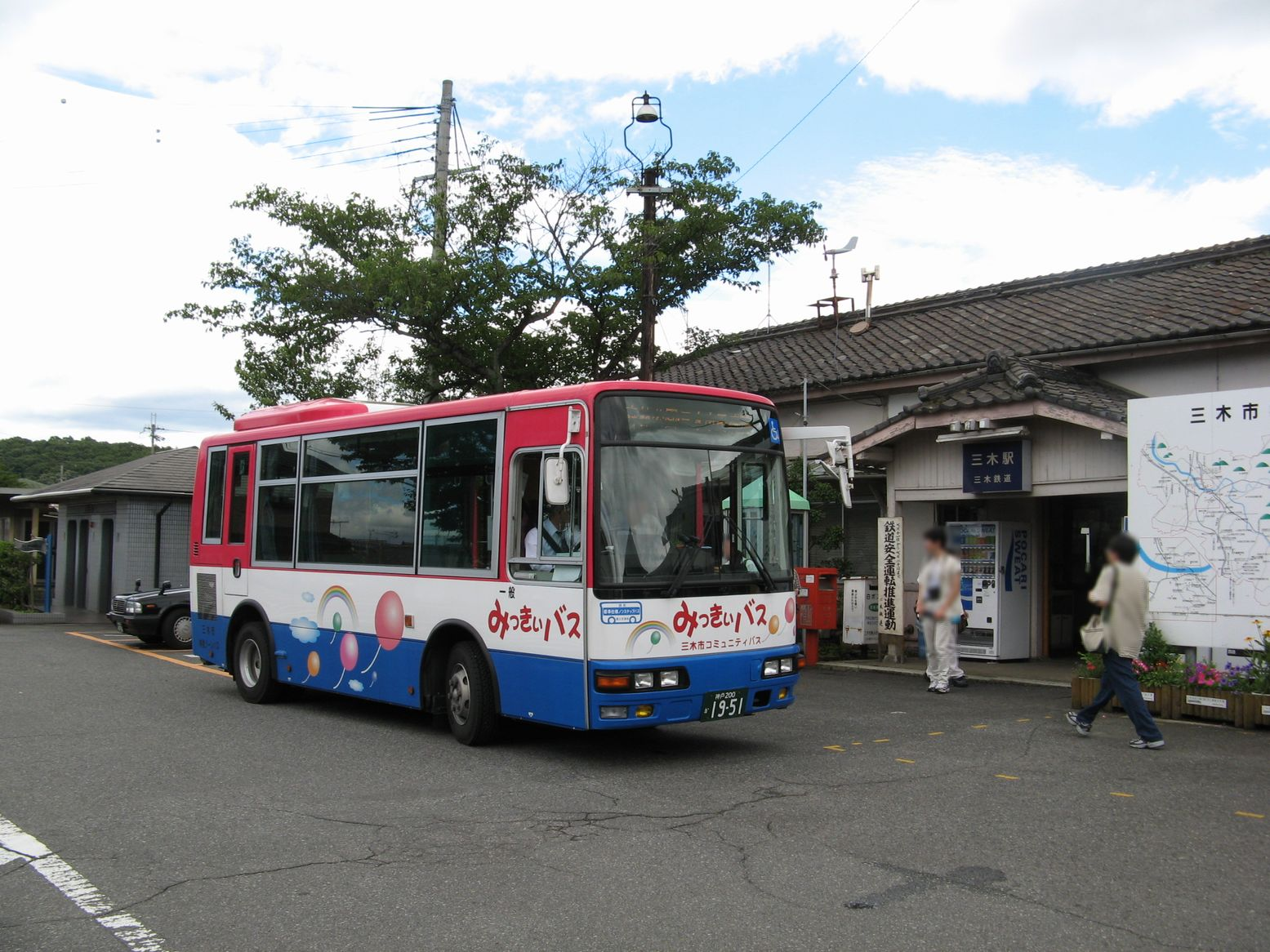
「みっきぃバス」と駅舎（2007年7月）

三木鉄道三木駅停留所が駅前に置かれ、神姫ゾーンバスの運行するコミュニティバス「みっきぃバス」が発着する。また、少し南に離れたところに羽場大師前停留所が置かれ、神姫バスが発着する。
駅の廃止後は三木鉄道代替バス（神姫バスが運行）が運行を開始し、両停留所を経由している。

### 三木鉄道記念公園前
廃止後もバス停名は「三木鉄道三木駅」となっていたが、三木鉄道記念公園のオープン後に現在の名称に改められている。
- みっきぃバス（月・水・金・土・日・祝日運行）
  - 三木市役所、森林公園、三木市民病院前経由 三木営業所行き
  - 末広橋経由 三木営業所行き
- 三木鉄道代替バス 
  - 厄神駅 - 羽場大師前 - 三木鉄道記念公園前 - 三木市役所前 - 恵比須駅
- 厄神駅 - 羽場大師前 - 三木鉄道記念公園前 - 三木営業所

### 羽場大師前
- 三木営業所 - 羽場大師前 - 朝日ヶ丘
- 三木営業所 - 羽場大師前 - 三木工業団地
- 三木鉄道代替バス
- みっきぃバス　- 別所第1ルート（月・水運行）、三木別所観光ルート（土・日運行）

## その他
- ヒガシマル醤油の「ちょっとぞうすい」のコマーシャル撮影に使われたことがある[要出典]。
- 大宮八幡宮の秋祭りでは、駅前（現：三木鉄道記念公園前）で屋台の練り合わせが行われる[2]。

## 隣の駅
三木鉄道
三木線
高木駅 - 三木駅